# Schutzmannschaft
La Schutzmannschaft o polizia ausiliaria (letteralmente "unità di protezione o di guardia"; plurale: Schutzmannschaften, abbreviato in Schuma) fu la polizia ausiliaria collaborazionista formata dai poliziotti nativi che prestarono servizio in quelle aree dell'Unione Sovietica e degli stati baltici occupati dalla Germania nazista durante la seconda guerra mondiale. Heinrich Himmler, capo delle SS, istituì la Schutzmannschaft il 25 luglio 1941 e la subordinò alla Ordnungspolizei (Orpo). Alla fine del 1941, circa 45.000 uomini prestavano servizio nelle unità della Schutzmannschaft, di cui circa la metà nei battaglioni. Durante il 1942, le unità Schutzmannschaften si espansero fino a contare circa 300.000 uomini, con battaglioni che rappresentarono circa un terzo, o meno della metà della forza locale. La polizia locale superò numericamente il personale tedesco equivalente di gran lunga; nella maggior parte dei luoghi, il rapporto tra tedeschi e nativi era di circa 1 a 10.
I battaglioni ausiliari di polizia (Schutzmannschaft-Bataillonen) sono stati creati per garantire la sicurezza nei territori occupati, in particolare combattendo la resistenza anti-nazista. Molti di questi battaglioni hanno partecipato all'Olocausto causando migliaia di morti ebrei. Di solito i battaglioni erano unità volontarie e non erano direttamente coinvolte nel combattimento. In totale, furono formati circa 200 battaglioni organizzati per nazionalità. Complessivamente i battaglioni Schuma erano circa 21 estoni, 47 lettoni, 26 lituani, 11 bielorussi, 8 tartari, e 71 ucraini. Ogni battaglione aveva una forza autorizzata di circa 500 persone, ma le dimensioni effettive variavano notevolmente: non vanno confusi con i battaglioni di polizia dei tedeschi nativi (SS-Polizei-Bataillone), formati tra il 1939 e il 1945 e che a loro volta parteciparono all'Olocausto.

## Formazione
I tedeschi non vollero avvalersi di collaboratori locali su larga scala perché ritenuti inaffidabili e inferiori, in base alla teoria Untermensch. Tuttavia, la rapida avanzata tedesca sul fronte orientale e la carenza di manodopera costrinsero i tedeschi a cambiare idea: per questo, il 25 luglio 1941, il Reichsführer-SS Himmler autorizzò la creazione delle unità Schutzmannschaften. Inizialmente il nome scelto era Hilfspolizei, ma i tedeschi non vollero attribuire a questa forza un rispettabile titolo di polizia: le Schutzmannschaften erano parte integrante della struttura della polizia tedesca, ma solo una piccola parte degli ausiliari locali era armata, e si occuparono di una varietà di questioni, compresi i crimini quotidiani tranne i casi riguardanti i cittadini tedeschi. A causa della supervisione limitata, in particolare nelle aree rurali, i membri delle Schutzmannschaften avevano un potere considerevole e c'erano frequenti denunce di corruzione e abusi.
| Regione         | Battaglioni di polizia | Stazioni di polizia | Totale Shuma | Polizia Orpo tedesca |
| --------------- | ---------------------- | ------------------- | ------------ | -------------------- |
| Ostland         | 23,758                 | 31,804              | 54,984       | 4,442                |
| Ukraine         | 35,000                 | 70,000              | 105,000      | 10,194               |
| Amministrazione | 140,000                | 140,000             | 140,000      | 14,194               |
| Totale          | 299,984                | 299,984             | 299,984      | 28,830               |

Inizialmente, le Schutzmannschaften vennero organizzate sulla base delle strutture di polizia esistenti e dei gruppi anti-sovietici spontanei formatisi all'inizio dell'invasione tedesca dell'Unione Sovietica: ad esempio, in Lituania, le Schutzmannschaften hanno assorbito le unità formate dal governo provvisorio. A causa di questa eredità e del suo status semi-militare, i lituani associarono i battaglioni di polizia alle aspirazioni nazionaliste di una Lituania indipendente. Ciò causò una spaccatura all'interno dei ranghi tedeschi: ideologi come Hitler e Himmler non vedevano posto per il nazionalismo baltico all'interno del Grande Reich germanico, ma i nazisti avevano bisogno di collaborazione locale e dovevano mantenere almeno l'ombra delle istituzioni nazionali.
Gli uomini locali si sono uniti alle Schutzmannschaften per una serie di motivi. Alcuni di loro avevano precedenti esperienze di polizia o militari e desideravano un lavoro che pagasse un salario costante e fornisse razioni di cibo. L'adesione all'apparato bellico tedesco prevedeva anche alcuni privilegi e tutele per gli uomini e le loro famiglie, come ad esempio l'esenzione dal lavoro forzato, mentre le pensioni erano disponibili per i familiari delle persone uccise in operazioni anti-partigiane. Altri erano motivati da ragioni ideologiche (antisemitismo, anticomunismo, nazionalismo) o dall'opportunità di saccheggiare le proprietà degli ebrei assassinati, mentre i prigionieri di guerra sovietici catturati videro le Schutzmannschaften come un modo per evitare i campi di concentramento. Tali considerazioni hanno attirato criminali e altri opportunisti. La maggior parte di loro erano giovani: nel 1944, circa la metà delle Schutzmannschaften vicino a Mir aveva meno di 25 anni. I tedeschi si lamentavano della loro mancanza di addestramento, di disciplina e in alcuni casi si rifiutarono di fornire loro armi.
Nel 1942, in ottemperanza agli ordini di ampliamento della Schutzmannschaft, i tedeschi iniziarono a costringere gli uomini ad iscriversi al servizio ed eliminarono i limiti di durata del servizio, inizialmente infatti gli uomini si iscrivevano per la durata di un anno o di sei mesi. C'era una marcata differenza negli atteggiamenti dei primi volontari più entusiasti e in seguito delle reclute forzate: per aumentare la loro affidabilità, Himmler ordinò l'organizzazione dell'addestramento dei sottufficiali, che includeva l'educazione politica, che durava fino a otto settimane.

## Organizzazione

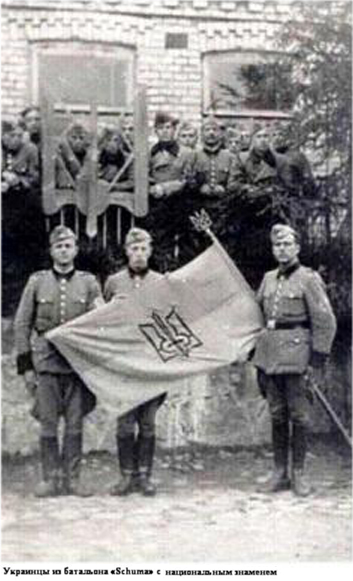
Uomini del 115º battaglione (ucraino) Schutzmannschaft tengono la bandiera con lo stemma dell'Ucraina

La Schutzmannschaft comprendeva quattro sezioni:
- Schutzmannschaft-Einzeldienst (polizia regolare stazionaria; pattugliatori in città e distretti)
- Schutzmannschaft-Bataillonen (battaglioni di polizia mobili Bandenbekämpfung)
- Hilfsschutzmannschaft (unità di riserva)
- Feuerschutzmannschaft (vigili del fuoco)

## Battaglioni di polizia

### Organizzazione
I battaglioni di polizia furono divisi in base alle loro funzioni previste in cinque categorie:
- Schutzmannschaft-Front-Bataillonen (combattimento)
- Schutzmannschaft-Wach-Bataillonen (guardia)
- Schutzmannschaft-Ersatz-Bataillonen (riserva / sostituzione)
- Schutzmannschaft-Pionier-Bataillonen (genio)
- Schutzmannschaft-Bau-Bataillonen (costruzione)

Ogni battaglione era formato da un numero previsto di quattro compagnie di 124 uomini ciascuna, una con un gruppo di mitragliatrici e tre gruppi di fanteria. In realtà, i numeri variavano notevolmente tra i territori occupati: i battaglioni baltici (lituano, lettone, estone) erano comandati da un nativo, mentre i battaglioni ucraini e bielorussi avevano comandanti tedeschi.
I battaglioni non avevano un'uniforme prescritta e spesso usavano uniformi degli eserciti nazionali prebellici. Erano identificati da un bracciale bianco che di solito aveva la scritta Schutzmann, un numero di servizio e un nome di località. Nella direttiva n. 46, Hitler vietò espressamente l'uso per i membri della Schutzmannschaft di mostrine o spalline tedesche, nonché dell'emblema dell'aquila e della svastica. I membri delle Schutzmannschaften avevano comunque diritto a varie riconoscenze e decorazioni, tra cui la Croce di ferro e la Croce al merito di guerra. Le Schutzmannschaften erano generalmente armate con fucili sovietici confiscati e alcuni ufficiali avevano in dotazione anche le pistole. Le mitragliatrici furono usate nelle operazioni anti-partigiane e i mortai furono impiegati nelle fasi successive della guerra. In generale, i battaglioni erano scarsamente forniti, a volte privi anche di razioni di cibo, poiché veniva data priorità e preferenza alle unità tedesche che combattevano in prima linea.

### Numeri di battaglione
I battaglioni Schutzmannschaft erano organizzati per nazionalità: ucraini, bielorussi, estoni, lituani, lettoni, tartari. I tedeschi tentarono di organizzare i battaglioni di polizia nella Polonia occupata, ma non trovarono volontari e dovettero usare la forza per formare l'unico battaglione polacco Schutzmannschaft 202. Ai battaglioni furono inizialmente assegnati i numeri come segue (tra parentesi: i numeri riassegnati nel 1942; non tutti i numeri sono stati effettivamente utilizzati):
- Reichskommissariat Ostland: battaglioni da 1 a 50
  - Polizia ausiliaria lituana: battaglioni da 1 a 15 (1-15, 250-265, 301-310)
  - Polizia ausiliaria lettone: battaglioni da 16 a 28 (16-28, 266-285, 311-328)
  - Polizia ausiliaria estone: battaglioni dal 29 al 40 (29–45, 50, 286–293)
  - Polizia ausiliaria bielorussa: battaglioni da 41 a 50 (46-49)
- Reichskommissariat Moskowien: battaglioni dal 51 al 100
- Reichskommissariat Ukraine: battaglioni dal 101 al 200
  - Polizia ausiliaria ucraina (comprensiva delle unità tartare)

### Attività e ruolo nell'Olocausto
I battaglioni non erano limitati nelle loro posizioni, potevano essere facilmente spostati in luoghi molto al di fuori del loro paese d'origine. Poiché la formazione dei battaglioni era particolarmente lenta in Bielorussia, molti di loro furono prima di stanza lì. Uno dei primi compiti dei battaglioni fu l'esecuzione di massa degli ebrei. Legati alle Einsatzgruppen secondo le necessità del momento, i battaglioni rastrellarono e giustiziarono gli ebrei: ad esempio, si stima che la Schutzmannschaft lituana abbia ucciso 78.000 ebrei in Lituania e Bielorussia.
Le esecuzioni di massa cessarono in gran parte alla fine del 1941, a quel punto l'avanzata tedesca in Unione Sovietica si fermò e gli ufficiali nazisti presero in considerazione l'uso dei battaglioni per compiti militari più diretti. In particolare, Franz Walter Stahlecker chiese di aiutare la 16ª armata nella sacca di Demyansk: Hitler negò la richiesta. Nella direttiva n. 46, datata agosto 1942, accettò di rafforzare e ampliare la Schutzmannschaft, ma di usarla solo per la guerra di sicurezza nazista ed altri compiti ausiliari dietro le linee del fronte. Alcuni battaglioni continuarono a partecipare all'Olocausto, controllando o liquidando i ghetti nazisti. Circa 12.000 uomini sorvegliavano i lavoratori forzati, cioè i prigionieri di guerra sovietici, civili, ebrei, che lavoravano sulla Durchgangsstrasse IV, la strada principale da Lemberg (ucraino Lviv, russo Lvov) a Stalino (ora Donetsk). La questione del coinvolgimento della Schutzmannschaft in combattimento fu riconsiderata dopo la battaglia di Stalingrado. Alcuni battaglioni della Schutzmannschaft in Estonia, Lettonia, Ucraina e altrove furono riorganizzati in divisioni Waffen-SS con le insegne nazionali.
I disertori erano un problema costante per i battaglioni: ad esempio, circa 3.000 uomini abbandonarono la Schutzmannschaft lituana tra il settembre 1943 e l'aprile 1944. Dopo la guerra, molti ex membri della Schutzmannschaft fuggirono in Occidente. Un sondaggio su circa 200 individui ha rivelato che più del 30% era fuggito dalla zona sovietica. Le autorità occidentali hanno mostrato molto meno interesse per i membri della Schutzmannschaft che per i nazisti tedeschi e non li hanno perseguiti. L'Unione Sovietica perseguitò i membri della Schutzmannschaft, spesso condannandoli a morte. In Lituania, 14 uomini furono condannati a 25 anni di reclusione nei gulag nel 1948, 8 uomini furono condannati a morte nel 1962, un uomo giustiziato nel 1979. Dopo la dissoluzione dell'Unione Sovietica diversi ex membri della Schutzmannschaft furono privati della cittadinanza dagli Stati Uniti o dal Canada e deportati nei loro paesi.